# 호타키 제국
호타키 제국(파슈토어: هوتکي امارت, 페르시아어: سلسلهٔ هوتکیان)은 1700년대 중반 이란과 아프가니스탄의 일부를 잠시 통치했던 길지 파슈툰들에 의해 아프가니스탄에 설립된 군주국이다. 1709년 4월에 오늘날 남부 아프가니스탄에 있는 로이 칸다하르("대칸다하르") 지역에서 사파비 제국에 대항하여 성공적인 반란을 주도한 미르와이스 호타크에 의해 건국되었다.
1715년 미르와이스가 자연사하고 그의 동생 압둘 아지즈 호타키가 그의 뒤를 이었다. 그는 얼마 안가 사파비 샤를 폐위시키고 이란에 대한 자신의 통치를 선언한 조카 마흐무드 호타키에게 살해당했다. 1725년 사촌인 아슈라프 호타키가 궁궐 쿠데타를 일으킨 후 그의 뒤를 이었다. 그러나 아프샤르 제국의 창건자인 정복자 나디르 샤가 담간 전투에서 아슈라프 호타키를 패배시키고 그를 오늘날 아프가니스탄 남부 지역으로 추방하였으며, 1738년에는 칸다하르를 오랫동안 포위한 후 아슈라프의 후계자인 후세인 호타키를 물리치면서 호타키 제국은 멸망하였다. 그 후 나디르 샤는 이란의 최대 라이벌인 오스만 제국과 러시아 제국에게 수십 년 전에 빼앗긴 지역에 대해 이란의 종주권을 재확립하기 시작하였다.

## 같이 보기
- 미르와이스 호타크(영어판)
- 사파비 왕조
- 델리 술탄국

## 참고 문헌
- Bausani, Alessandro (1971). “Pashto Language and Literature”. 《Mahfil》 (Asian Studies Center) 7 (1/2 (Spring - Summer)): 55–69.